# Dinastia Trastàmara
Es dona el nom de Dinastia Trastàmara a un casal de reis que van governar el Regne de Castella, de 1369 a 1504; la Corona d'Aragó, de 1412 a 1516; el Regne de Navarra, de 1425 a 1479; i al Regne de Sicília i Nàpols, de 1412 a 1516.

## Història
La dinastia pren el seu nom del comtat de Trastàmara, títol que tenia abans d'accedir al tron Enric II el de les Mercès, fill d'Alfons XI de Castella i la seva segona dona Elionor de Guzmán. Després de la guerra civil, que havia acabat amb la mort el 1369 del seu germà patern Pere I el Cruel, va accedir al tron de Castella.
La Casa de Trastàmara va passar a regnar a la Corona d'Aragó mitjançant el Compromís de Casp, de 1412, que va posar fi a la crisi successòria originada per la mort sense descendència de Martí l'Humà l'any 1410.
Aquest casal es va caracteritzar per reforçar l'autoritat monàrquica i fomentar el desenvolupament econòmic impulsat per la burgesia. Va aconseguir introduir Castella en la diplomàcia europea, modernitzant-la i convertint-la en una potència, capaç d'imposar la seva hegemonia a la península Ibèrica.

## Llista de reis de Dinastia Trastàmara de laCorona de Castella
- 1369-1379: Enric II de Castella el Fratricida o el de les Mercès, germà de l'anterior rei Pere I el Cruel i fill d'Alfons XI.
- 1379-1390: Joan I de Castella, fill de l'anterior.
- 1390-1406: Enric III de Castella el Malalt, fill de l'anterior.
- 1406-1454: Joan II de Castella, fill de l'anterior.
- 1454-1474: Enric IV de Castella l'Impotent, fill de l'anterior.
- 1474-1504: Isabel la Catòlica, germanastra de l'anterior.
- 1504-1555:  Joana d'Aragó la Boja, filla de l'anterior i casada amb Felip d'Habsburg el Bell.
  - regència 1506-1516: Ferran II d'Aragó, vidu d'Isabel I de Castella i pare de Joana d'Aragó.

Succeeix als Trastàmara  Carles d'Habsburg (1516-1556), de la dinastia dels Habsburg, fill de Joana la Boja i Felip I.

## Llista de reis de la Dinastia Trastàmara a laCorona d'Aragó
- 1412-1416: Ferran I d'Aragó el d'Antequera, net de Pere III el Cerimoniós.
- 1416-1458: Alfons IV d'Aragó el Magnànim, fill de l'anterior.
- 1458-1479: Joan II d'Aragó, el Gran o el Sense Fe, germà de l'anterior.
- 1479-1516: Ferran II d'Aragó el Catòlic, fill de l'anterior.
- 1516-1555:  Joana I d'Aragó la Boja, filla de l'anterior. Regnà coma titular juntament amb el seu fill Carles d'Habsburg, que ho feia de facto.

El 1516 es produeix la unió de la monarquia de la Corona d'Aragó i del Regne de Castella sota la dinastia dels Habsburg.

## Llista de reis de la Dinastia Trastàmara alRegne de Navarra
- 1425-1479: Joan el Gran, rei d'Aragó i comte de Barcelona. Casat amb la reina precedent Blanca I de Navarra, el 1441 usurpà la corona en detriment dels fills de la parella:
  - 1441-1461: Carles de Viana, rei titular oposat al seu pare.
  - 1461-1464: Blanca II de Navarra, reina titular oposada al seu pare.
  - 1464-1479: Elionor I de Navarra, reina titular.
- 1479: Elionor I de Navarra, casada el 1436 amb Gastó IV de Foix.

## Llista de reis de la Dinastia Trastàmara alRegne de SicíliaiNàpols

### Regne de Sicília peninsular - Regne de Nàpols
- 1412-1416: Ferran d'Antequera, comte de Barcelona i rei d'Aragó, nebot de l'anterior i fill de Joan I de Castella i d'Elionor d'Aragó
- 1416-1458: Alfons el Magnànim, fill de l'anterior

el 1442 conquereix el Regne de Nàpols

### Regne de les Dues-Sicílies, 1442-1458
- 1442-1458: Alfons el Magnànim, comte de Barcelona i rei d'Aragó.

A la seva mort, la part peninsular (el Regne de Nàpols) passa al seu fill bastard Ferran, mentre que la part insular (Regne de Sicília) passa al seu germà Joan II d'Aragó.

### Separació dels Regnes, 1458-1504
| - 1458-1479: Joan I, comte de Barcelona i rei d'Aragó, germà de l'anterior. - 1479-1516: Ferran el Catòlic, comte de Barcelona i rei d'Aragó, fill de l'anterior. | - 1458-1494: Ferran I, fill bastard de l'anterior. - 1494-1495: Alfons II, fill de l'anterior. - 1495-1496: Ferran II, fill de l'anterior. - 1496-1501: Frederic III, germà d'Alfons II. Deposat del tron el 1501 pel rei Lluís XII de França, el seu cosí Ferran el Catòlic recuperarà la corona el 1504 però se la quedarà en propietat. |
| - 1504-1516: Ferran el Catòlic, comte de Barcelona i rei d'Aragó Ferran II adopta una nova numerologia (III) en conquerir les dues parts del reialme.             | |